# Indy Grand Prix of Alabama de 2010
O Indy Grand Prix of Alabama de 2010 foi a terceira corrida da temporada de 2010 da IndyCar Series. A corrida foi disputada no dia 11 de abril no Barber Motorsports Park, localizado na cidade de Birmingham, Alabama. O vencedor foi o piloto brasileiro Hélio Castroneves, da equipe Team Penske.

## Pilotos e Equipes
No total 25 carros foram inscritos para corrida.
| Nº | Piloto                  | Equipe                        | Chassis | Motor | Pneu |
| -- | ----------------------- | ----------------------------- | ------- | ----- | ---- |
| 2  | Raphael Matos           | de Ferran Luczo Dragon Racing | Dallara | Honda | F    |
| 3  | Hélio Castroneves       | Team Penske                   | Dallara | Honda | F    |
| 4  | Dan Wheldon             | Panther Racing                | Dallara | Honda | F    |
| 5  | Takuma Sato (R)         | KV Racing Technology          | Dallara | Honda | F    |
| 6  | Ryan Briscoe            | Team Penske                   | Dallara | Honda | F    |
| 7  | Danica Patrick          | Andretti Autosport            | Dallara | Honda | F    |
| 8  | E. J. Viso              | KV Racing Technology          | Dallara | Honda | F    |
| 9  | Scott Dixon             | Chip Ganassi Racing           | Dallara | Honda | F    |
| 10 | Dario Franchitti        | Chip Ganassi Racing           | Dallara | Honda | F    |
| 11 | Tony Kanaan             | Andretti Autosport            | Dallara | Honda | F    |
| 12 | Will Power              | Team Penske                   | Dallara | Honda | F    |
| 14 | Vitor Meira             | A. J. Foyt Enterprises        | Dallara | Honda | F    |
| 18 | Milka Duno              | Dale Coyne Racing             | Dallara | Honda | F    |
| 19 | Alex Lloyd (R)          | Dale Coyne Racing             | Dallara | Honda | F    |
| 22 | Justin Wilson           | Dreyer & Reinbold Racing      | Dallara | Honda | F    |
| 24 | Mike Conway             | Dreyer & Reinbold Racing      | Dallara | Honda | F    |
| 26 | Marco Andretti          | Andretti Autosport            | Dallara | Honda | F    |
| 32 | Mario Moraes            | KV Racing Technology          | Dallara | Honda | F    |
| 34 | Mario Romancini (R)     | Conquest Racing               | Dallara | Honda | F    |
| 36 | Bertrand Baguette (R)   | Conquest Racing               | Dallara | Honda | F    |
| 37 | Ryan Hunter-Reay        | Andretti Autosport            | Dallara | Honda | F    |
| 67 | Graham Rahal            | Sarah Fisher Racing           | Dallara | Honda | F    |
| 77 | Alex Tagliani           | FAZZT Race Team               | Dallara | Honda | F    |
| 78 | Simona de Silvestro (R) | HVM Racing                    | Dallara | Honda | F    |
| 06 | Hideki Mutoh            | Newman/Haas/Lanigan Racing    | Dallara | Honda | F    |

- (R) - Rookie

## Resultados

### Treino classificatório
| Pos. | Nº | Piloto                  | Equipe                        | Q1        | Q1        | Q2        | Q3        |
| Pos. | Nº | Piloto                  | Equipe                        | Grupo 1   | Grupo 2   | Q2        | Q3        |
| ---- | -- | ----------------------- | ----------------------------- | --------- | --------- | --------- | --------- |
| 1    | 12 | Will Power              | Team Penske                   |           | 1:10.2595 | 1:10.1060 | 1:10.1356 |
| 2    | 24 | Mike Conway             | Dreyer & Reinbold Racing      | 1:10.7447 |           | 1:10.5581 | 1:10.6501 |
| 3    | 3  | Hélio Castroneves       | Team Penske                   | 1:10.6187 |           | 1:10.4723 | 1:10.6569 |
| 4    | 26 | Marco Andretti          | Andretti Autosport            | 1:10.8752 |           | 1:10.4171 | 1:11.0701 |
| 5    | 9  | Scott Dixon             | Chip Ganassi Racing           |           | 1:10.5937 | 1:10.6278 | 1:11.3557 |
| 6    | 5  | Takuma Sato (R)         | KV Racing Technology          |           | 1:10.3985 | 1:10.5646 | 1:11.4387 |
| 7    | 10 | Dario Franchitti        | Chip Ganassi Racing           | 1:10.5337 |           | 1:10.6307 |           |
| 8    | 11 | Tony Kanaan             | Andretti Autosport            | 1:10.9417 |           | 1:10.6903 |           |
| 9    | 6  | Ryan Briscoe            | Team Penske                   |           | 1:10.7205 | 1:10.7602 |           |
| 10   | 8  | E. J. Viso              | KV Racing Technology          |           | 1:10.6449 | 1:10.7757 |           |
| 11   | 22 | Justin Wilson           | Dreyer & Reinbold Racing      |           | 1:10.7389 | 1:10.7760 |           |
| 12   | 32 | Mario Moraes            | KV Racing Technology          | 1:11.0035 |           | 1:11.5219 |           |
| 13   | 78 | Simona de Silvestro (R) | HVM Racing                    | 1:11.0262 |           |           |           |
| 14   | 37 | Ryan Hunter-Reay        | Andretti Autosport            |           | 1:10.7449 |           |           |
| 15   | 67 | Graham Rahal            | Sarah Fisher Racing           | 1:11.1495 |           |           |           |
| 16   | 19 | Alex Lloyd (R)          | Dale Coyne Racing             |           | 1:10.9524 |           |           |
| 17   | 06 | Hideki Mutoh            | Newman/Haas/Lanigan Racing    | 1:11.2855 |           |           |           |
| 18   | 2  | Raphael Matos           | De Ferran Luczo Dragon Racing |           | 1:11.0507 |           |           |
| 19   | 7  | Danica Patrick          | Andretti Autosport            | 1:11.5340 |           |           |           |
| 20   | 14 | Vitor Meira             | A. J. Foyt Enterprises        |           | 1:11.1348 |           |           |
| 21   | 77 | Alex Tagliani           | FAZZT Race Team               | 1:11.5669 |           |           |           |
| 22   | 34 | Mario Romancini (R)     | Conquest Racing               |           | 1:11.6020 |           |           |
| 23   | 4  | Dan Wheldon             | Panther Racing                | 1:11.6095 |           |           |           |
| 24   | 18 | Milka Duno              | Dale Coyne Racing             |           | 1:15.1422 |           |           |
| 25   | 36 | Bertrand Baguette (R)   | Conquest Racing               | 1:11.9800 |           |           |           |

- (R) - Rookie

### Corrida
| Pos       | Nº | Piloto                  | Equipe                        | Voltas | Tempo        | Largada | Voltas na Liderança | Pontos |
| --------- | -- | ----------------------- | ----------------------------- | ------ | ------------ | ------- | ------------------- | ------ |
| 1         | 3  | Hélio Castroneves       | Team Penske                   | 90     | 1:56:41.3928 | 3       | 20                  | 50     |
| 2         | 9  | Scott Dixon             | Chip Ganassi Racing           | 90     | +0.5703      | 5       | 0                   | 40     |
| 3         | 10 | Dario Franchitti        | Chip Ganassi Racing           | 90     | +8.1590      | 7       | 0                   | 35     |
| 4         | 12 | Will Power              | Team Penske                   | 90     | +8.6639      | 1       | 12                  | 33     |
| 5         | 26 | Marco Andretti          | Andretti Autosport            | 90     | +9.7410      | 4       | 58                  | 32     |
| 6         | 6  | Ryan Briscoe            | Team Penske                   | 90     | +10.9611     | 9       | 0                   | 28     |
| 7         | 22 | Justin Wilson           | Dreyer & Reinbold Racing      | 90     | +11.5478     | 11      | 0                   | 26     |
| 8         | 11 | Tony Kanaan             | Andretti Autosport            | 90     | +12.8533     | 8       | 0                   | 24     |
| 9         | 24 | Mike Conway             | Dreyer & Reinbold Racing      | 90     | +13.3162     | 2       | 0                   | 22     |
| 10        | 77 | Alex Tagliani           | FAZZT Race Team               | 90     | +14.8450     | 21      | 0                   | 20     |
| 11        | 4  | Dan Wheldon             | Panther Racing                | 90     | +15.2007     | 23      | 0                   | 19     |
| 12        | 37 | Ryan Hunter-Reay        | Andretti Autosport            | 90     | +15.6727     | 14      | 0                   | 18     |
| 13        | 32 | Mario Moraes            | KV Racing Technology          | 90     | +16.7242     | 12      | 0                   | 17     |
| 14        | 2  | Raphael Matos           | De Ferran Luczo Dragon Racing | 89     | +1 volta     | 18      | 0                   | 16     |
| 15        | 06 | Hideki Mutoh            | Newman/Haas/Lanigan Racing    | 89     | +1 volta     | 17      | 0                   | 15     |
| 16        | 8  | E. J. Viso              | KV Racing Technology          | 89     | +1 volta     | 10      | 0                   | 14     |
| 17        | 67 | Graham Rahal            | Sarah Fisher Racing           | 89     | +1 volta     | 15      | 0                   | 13     |
| 18        | 14 | Vitor Meira             | A. J. Foyt Enterprises        | 89     | +1 volta     | 20      | 0                   | 12     |
| 19        | 7  | Danica Patrick          | Andretti Autosport            | 89     | +1 volta     | 19      | 0                   | 12     |
| 20        | 36 | Bertrand Baguette (R)   | Conquest Racing               | 89     | +1 volta     | 25      | 0                   | 12     |
| 21        | 78 | Simona de Silvestro (R) | HVM Racing                    | 89     | +1 volta     | 13      | 0                   | 12     |
| 22        | 34 | Mario Romancini (R)     | Conquest Racing               | 89     | +1 volta     | 22      | 0                   | 12     |
| 23        | 19 | Alex Lloyd (R)          | Dale Coyne Racing             | 89     | +1 volta     | 16      | 0                   | 12     |
| 24        | 18 | Milka Duno              | Dale Coyne Racing             | 86     | +4 voltas    | 24      | 0                   | 12     |
| 25        | 5  | Takuma Sato (R)         | KV Racing Technology          | 68     | +22 voltas   | 6       | 0                   | 10     |
| Relatório |    |                         |                               |        |              |         |                     |        |

- (R) - Rookie

## Tabela do campeonato após a corrida
Observe que somente as dez primeiras posições estão incluídas na tabela.
| Pos | Var     | Piloto            | Pontos |
| --- | ------- | ----------------- | ------ |
| 1   | Estável | Will Power        | 136    |
| 2   | Aumento | Hélio Castroneves | 104    |
| 3   | Aumento | Dario Franchitti  | 94     |
| 4   | Baixa   | Justin Wilson     | 85     |
| 5   | Aumento | Scott Dixon       | 80     |

| Pos | Var     | Piloto           | Pontos |
| --- | ------- | ---------------- | ------ |
| 6   | Aumento | Ryan Briscoe     | 79     |
| 7   | Baixa   | Ryan Hunter-Reay | 77     |
| 8   | Baixa   | Raphael Matos    | 72     |
| 9   | Aumento | Tony Kanaan      | 64     |
| 10  | Baixa   | Vitor Meira      | 62     |